# Germán Rojas Niño
Germán Rojas Niño (Bogotá, 7 de marzo de 1945-Cali, 18 de enero de 2011) alias  'Raúl'  fue un político y exguerrillero colombiano.
Fue cofundador de la guerrilla del Movimiento 19 de abril (M-19). Miembro de la  Asamblea Constituyente de Colombia en 1991 por la Alianza Democrática M-19.

## Biografía
Conocido con el alias de 'Raúl' durante su tiempo en la guerrilla de la cual fue cofundador en 1973. También fundó el Frente Sur de esa organización en 1980 en Caquetá. Participó en los Acuerdos de Corinto,Hobo y Medellín de 1984. Llegó a ser parte de la Dirección Nacional del M-19 y segundo comandante del mismo.
Participó en los diálogos de paz entre el M-19 y el gobierno de Virgilio Barco en 1989. Fue parte de la Asamblea Constituyente de 1991 siendo uno de los 19 electos por la AD M-19. En las elecciones presidenciales de 1998 fue el último candidato presidencial del M-19.
Falleció en Cali en 2011.